# Grand Prix ISU juniores in Estonia
Il Grand Prix ISU juniores in Estonia è una competizione internazionale di pattinaggio di figura. Si tiene in autunno e fa parte del circuito Grand Prix ISU juniores di pattinaggio di figura. Le medaglie sono assegnate nelle discipline del singolo maschile, singolo femminile, coppie e danza su ghiaccio.

## Vincitori

### Singolo maschile
| Anno | Luogo   | Oro               | Argento         | Bronzo                     |
| 2005 | Tallinn | Tommy Steenberg   | Kosuke Morinaga | Ivan Tret'jakov            |
| 2007 | Tallinn | Guan Jinlin       | Artur Gačinskij | Yang Chao                  |
| 2011 | Tallinn | Joshua Farris     | Maksim Kovtun   | Shōma Uno                  |
| 2013 | Tallinn | Jin Boyang        | Michail Koljada | Michael Christian Martinez |
| 2014 | Tallinn | Aleksandr Petrov  | Sōta Yamamoto   | Zhang He                   |
| 2016 | Tallinn | Aleksandr Samarin | Roman Sadovsky  | Vincent Zhou               |

### Singolo femminile
| Anno | Luogo   | Oro                  | Argento              | Bronzo            |
| 2005 | Tallinn | Elene Gedevanishvili | Veronika Kropotina   | Kiira Korpi       |
| 2007 | Tallinn | Yuki Nishino         | Blake Rosenthal      | Svetlana Issakova |
| 2011 | Tallinn | Gracie Gold          | Risa Shoji           | Samantha Cesario  |
| 2013 | Tallinn | Serafima Sachanovič  | Elizaveta Jušenko    | Miyabi Oba        |
| 2014 | Tallinn | Miyu Nakashio        | Marija Sotskova      | Alsu Kajumova     |
| 2016 | Tallinn | Polina Curskaja      | Elizaveta Nugumanova | Mako Yamashita    |

### Coppie
| Anno | Luogo   | Oro                                        | Argento                                | Bronzo                               |
| 2005 | Tallinn | Aaryn Smith / Will Chitwood                | Elizaveta Levšina / Konstantin Gavrin  | Lilly Pixley / John Salway           |
| 2007 | Tallinn | Ekaterina Šeremet'eva / Michail Kuznecov   | Amanda Velenosi / Mark Fernandez       | Zhang Yue / Wang Lei                 |
| 2011 | Tallinn | Katherine Bobak / Ian Beharry              | Britney Simpson / Matthew Blackmer     | Jessica Calalang / Zack Sidhu        |
| 2013 | Tallinn | Yu Xiaoyu / Jin Yang                       | Vasilisa Davankova / Andrej Deputat    | Evgenija Tarasova / Vladimir Morozov |
| 2014 | Tallinn | Marija Vigalova / Egor Zakroev             | Kamilla Gajnetdinova / Sergej Alekseev | Anastasija Gubanova / Aleksej Sincov |
| 2016 | Tallinn | Ekaterina Alexandrovskaya / Harley Windsor | Alina Ustimkina / Nikita Volodin       | Ekaterina Borisova / Dmitrij Sopot   |

### Danza su ghiaccio
| Anno | Luogo   | Oro                                  | Argento                              | Bronzo                               |
| 2005 | Tallinn | Anastasija Gorškova / Il'ja Tkačenko | Allie Hann-McCurdy / Michael Coreno  | Grethe Grünberg / Kristian Rand      |
| 2007 | Tallinn | Madison Chock / Greg Zuerlein        | Alisa Agafonova / Dmytro Dun'        | Joanna Lenko / Mitchell Islam        |
| 2011 | Tallinn | Anna Janovskaja / Sergej Mozgov      | Irina Štork / Taavi Rand             | Evgenija Kosigina / Nikolaj Moroškin |
| 2013 | Tallinn | Anna Janovskaja / Sergej Mozgov      | Oleksandra Nazarova / Maksym Nikitin | Dar'ja Morozova / Michail Žirnov     |
| 2014 | Tallinn | Anna Janovskaja / Sergej Mozgov      | Mackenzie Bent / Garrett MacKeen     | Oleksandra Nazarova / Maksym Nikitin |
| 2016 | Tallinn | Alla Loboda / Pavel Drozd            | Anastasija Skopcova / Kirill Alëšin  | Chloe Lewis / Logan Bye              |